# Oleszki (Ukraina)
Oleszki (ukr. Олешки, Ołeszky; w latach 1928–2016 Ciurupińsk, ukr. Цюрупинськ, Ciurupynśk) – miasto na południu Ukrainy pod okupacją rosyjską, w obwodzie chersońskim, nad Dnieprem. 24 tys. mieszkańców (2001).

## Historia
Pierwsza wzmianka o osadzie na tym terenie, jako o grodzie w składzie Rusi Kijowskiej, pochodzi z 1084 roku. W latach 1711–1728 znajdowała się tu kozacka Sicz Oleszkowska. 25 maja 1784 roku miejscowość jako Oleszki założono na nowo. Od 1802 do 1920 roku siedziba powiatu dnieprowskiego guberni taurydzkiej. W 1816 odnotowano tutaj 344 zagrody. Od 1854 posiada status miasta. W 1928 nazwę Oleszki zmieniono na Ciurupińsk na cześć komunisty Aleksandra Ciurupy. W 2016 roku przywrócono nazwę Oleszki.